# Camellia (compositor)
Masaya Oya (大箭将也, Ōya Masaya, Asahikawa, 1992), mais conhecido como Camellia (かめりあ, Kameria) e algumas vezes chamado de Cametek, é um músico, DJ e compositor japonês, que ganhou reconhecimento principalmente focado na música rítmica como hardcore, baixo, electronic dance music japonês e dance music. Mais conhecido por seu trabalho em jogos de ritmo, especialmente osu!, Beat Saber, Arcaea e os da série Bemani, da Konami.
Masaya também toca todos os tipos de instrumentos musicais, sendo especialista em piano, baixo e violão, além de possuir uma variedade de estilos musicais e alguns gêneros musicais. Masaya é bem versado em EDM, dubstep, electro, glitch hop e trance psicadélico, mas costuma fazer trap, hardcore techno, hardstyle e speedcore. Ele também compôs denpa, colaborando frequentemente e até lançando alguns álbuns junto com a cantora Nanahira. Ele também é um membro da gravadora beatnation Records, que era o nome da gravadora interna do ramo musical Bemani da Konami.

## Carreira
Quando Masaya tinha dez anos, ele aprendeu sozinho a tocar o piano, então desenvolveu um interesse pela música desde muito jovem e começou a produzir música em 2003, inicialmente no computador de sua mãe. Em 2010, ele ganhou um prêmio especial do júri em um concurso do site CreoFUGA. Em 2011, ele recebeu do mesmo website o prêmio Grand Prix do Concurso de Utilização de Material de Bateria, na categoria Rock Kit / Techno Kit, por sua canção "Where You're In The World" (estilizado em caixa baixa). Várias músicas foram gravadas em uma chamada aberta para os participantes do jogo de ritmo Sound Voltex e, na Konami Arcade Championship de 2013, ele ganhou ganhou o maior prêmio no Concurso de Música Original do jogo. No mesmo ano, depois de aparecer como DJ no "Voca Nico Night", uma reprodução contínua de música Vocaloid da Nico Nico Chokaigi, ele apareceu na TV Fuji. Ele foi responsável pelos arranjos de Atashi kitto mugen rūpā (あたしきっと無限ルーパー) e Tsukatte pōtoforio (使ってポートフォリオ) na escola particular de Ebisu. Camellia compôs a canção tema do time de corrida Goodsmile Racing em 2014. Ganhou o Prêmio de Desempenho Excepcional do 7.º Concurso de Canção Original do KONAMI Arcade Championship (KAC) pela canção "Xéroa".
Em dezembro de 2018, Camellia se tornou um artista destacado no jogo de ritmo osu!, significando que músicas selecionadas do artista podem ser usadas livremente no jogo. Em julho de 2019, três de suas músicas foram incluídas no jogo Beat Saber gratuitamente, sendo conhecido por sua faixa "GHOST", considerada a mais difícil no jogo. O mesmo foi feito em janeiro de 2020. Em fevereiro de 2023, ele colaborou com o designer e compositor de jogos Toby Fox e compôs seus remixes da OST do jogo Undertale.. Em fevereiro de 2024, ele foi o primeiro artista a ter suas composições na biblioteca de músicas do Geometry Dash.

## Discografia

### Composições musicais
A lista a seguir mostra as músicas que foram criadas pelo mesmo autor e também com os artistas que Masaya Oya trabalhou para criá-las:
ㅤ

### beatmania IIDX
- beatmania IIDX 22 PENDUAL
  - ベィスドロップ・フリークス
- beatmania IIDX 23 copula
  - Glitch Nerds
  - Routing
  - 紫陽花 -AZISAI-

- beatmania IIDX 24 SINOBUZ
  - PAPAYAPA BASS
  - yamabiko (SINOBUZ Edition)

- beatmania IIDX 25 CANNON BALLERS
  - Amor De Verão

### Beat Saber
- Spin Eternally
- Final-Boss-Chan
- $100 Bills (Camellia's "215$-Step" Remix)

### BeatStream
- BeatStream
  - 窮猫ハ鼠ヲモ嚙メズ

- BeatStream アニムトライヴ
  - 蟲の棲む処

### DanceDanceRevolution
- DanceDanceRevolution (2014)
  - イーディーエム・ジャンパーズ

### GITADORA
- GITADORA Tri-Boost
  - ラキ☆ハピDAYS!
  - サイレンサイン

### jubeat/REFLECT BEAT
- jubeat prop
  - overcomplexification

- jubeat plus/REFLEC BEAT plus
  - Bass Weapon: LAZERFLAME
  - MEGANTO METEOR

### MÚSECA
- MÚSECA
  - {albus}

- MÚSECA 1+1/2
  - オリガミカル・スウィートラヴ

### REFLECT BEAT
- REFLEC BEAT groovin'!!
  - Chirality
  - Proluvies
  - ラブギガヘルツ

- REFLEC BEAT groovin'!! Upper
  - 男々道 -otoko PHQ remix-

- REFLEC BEAT VOLZZA
  - 神よ、ニャンコを与えたまえ!

- REFLEC BEAT VOLZZA 2
  - Brightness (Camellia's "Vividness" Remix)
  - Dualive
  - Infinity Rise (Camellia's "Inf+1" Remix)
  - You and me

- REFLEC BEAT 悠久のリフレシア
  - Towards The Horizon
  - めうめうぺったんたん！！ (割印[Breakcore] Remix)

### SOUND VOLTEX
- SOUND VOLTEX BOOTH
  - サヨナラ・ヘヴン（かめりあ's NEKOMATAelectroRMX）

- SOUND VOLTEX II -infinite infection-
  - Bangin' Burst
  - FLYING OUT TO THE SKY
  - INSECTICIDE
  - Lunatic Rough Party!!
  - werewolf howls.
  - コンベア速度 Max!? しゃいにん☆廻転ズシ"Sushi & Peace"
  - ませまてぃっく♥ま＋ま＝まじっく！

- SOUND VOLTEX III GRAVITY WARS
  - Blastix Riotz
  - Completeness Under Incompleteness
  - EMPIRE OF FLAME
  - gigadelic (かめりあ's "The TERA" RMX)
  - Ultimate Ascension
  - じゅーじゅー♥焼肉の火からフェニックス！？～再誕の†炭火焼き～
  - 混乱少女♥そふらんちゃん!!

- SOUND VOLTEX IV HEAVENLY HAVEN
  - Dyscontrolled Galaxy
  - 超☆超☆光☆速☆出☆前☆最☆速!!! スピード★スター★かなで

### Outros
- 発見！よみがえったBEMANI遺跡
  - Cleopatrysm

- ボカロ デ オドレ!! EDM×BEMANI
  - 朝色の紙飛行機

### Álbuns
A seguir estão os álbuns que o autor criou ao longo do tempo:
- ハニージンジャーエール (2010)
- TRIPPERS (2011)
- mikUbiquity (2011)
- michno-sequence (2012)
- Stance on Wave (2013)
- paroxysm (2013)
- [diffraction] (2014)
- Sudden Shower (2014)
- ばーさす！ (2014, com Nanahira)
- dreamless wanderer (2014)
- LOP STEP RABBITS! (2014, com Nanahira)
- PLANET//SHAPER (2015)
- りぷれい！ (2015, with Nanahira)
- crystallized (2015)
- INSANE INFLAME (2016)
- MEGANTO METEOR (2016)
- すりーぷ！ (2016, com Nanahira)
- REALITY DISTORTION (2016, com Akira Complex)
- Camellia "Guest Tracks" SUMMARY & VIPs 01 (2017)
- INVAIDAS FROM DA JUNGLE (2017)
- GALAXY BURST (2018)
- Camellia "Remixes" SUMMARY & VIPs 02 (2018)
- Heart of Android (2019)
- Blackmagik Blazing (2019)
- Xroniàl Xéro (2020)
- Dweller's Empty Path (Original Sound Track) (2020)
- Tera I/O (2020)
- U.U.F.O. (2021)
- Ashed Wings (2023)

### EPs
- Lop Step Rabbits! (2014)
- Airfoil e.p. (2012, com Masayoshi Minoshima)
- 元気くんバンドEP (2015, como 元気くんバンド)
- Dualive (2016, como Quarks)
- 元気くんバンドEP2 (2016, como 元気くんバンド)
- 葛西ハーコーズEP (2016, como 葛西ハーコーズ)
- Cyphisonia E.P. (2016)
- TF 40K E.P. (2017)
- 葛西ハーコーズEP2 (2017, como 葛西ハーコーズ)
- 葛西ハーコーズEP3 KASAI BASEBALL CLASSIC (2018, como 葛西ハーコーズ)
- 60+3+10k E.P. (2019)
- Beat Saber (Original Game Soundtrack), Vol. IV (2021, com Jaroslav Beck e Boom Kitty)
- ThanksFollowers40K (2021)

### Singles
- Drag the Ground (2014, com Hatsune Miku)
- Fly to night, tonight (2014)
- One more time * One more time... (2015)
- Rip It Off (Now) Rip It Off (2020)
- Another Xronixle (2020)
- Looking for Edge of Ground (2020)
- #1f1e33 (2020)
- Qyoh -Nine Stars- (2020)
- Wolves Standing Towards Enemies (2020)
- Nacreous Snowmelt (2020)
- The Muzzle Facing (2020)
- No Heroes Are Allowed to Enter (2020)
- ΩΩPARTS (2020)
- AttraqtiA (2021)
- Unsan-Musho (2021)
- Burning Aquamarine (2021)
- Wow!!!!!!!!!! (2021)
- Final-Boss-Chan (2022)
- Möbius (2022, com USAO)
- Ghost vs. Ghoul Mashup (2022)
- Ghost (2020 Halloween+++++++++ Vip) (2022)
- Play-With-Fire / Hiasobi (2022, com Hatsune Miku)
- $100 Bills "215$-Step" (Remix) (2022, com Jaroslav Beck)
- Flash Me Back (2022)
- Fullflavor Ondo (2022, com Nanahira)
- Ashed Wings (2022)
- Forbidden Pizza! (2022, com Nanahira)
- WILD PITCH (2022, como 葛西ハーコーズ com Yuta Imai)
- Waifu Jam (2023, com Ironmouse)
- Venomous Snake / Dokuhebi (2023, com Hatsune Miku)
- Parallel Universe Shifter (2023)
- 小猫 (2023)